# Диблър ССПГ
Диблър Сам Си Прерязвам Гърлото (ССПГ) (на английски: Cut Me Own Throat Dibbler) е един от многото странични герои, които изпълват създадения от Тери Пратчет свят на диска. Той се описва като търговец, занимаващ се с рискови сделки, но в действителност е по-известен като човек, който продава видове бърза храна на нищо неподозиращите хора в града Анкх-Морпорк. В романа „Подвижни образи“ той е преуспяващ филмов продуцент в новата индустрия, а в книгата „Музика на душата“ – агент на изгряваща група. И в двете книги се подчертава неговата безскрупулност (но не и чак безчовечност), докато се опитва да постигне своите цели.
Диблър има виждане за възможните доходни сделки и търговски талант. Той не само успява да продаде своите бързи храни на някои хора, но понякога успява да им ги продаде дори за втори път – нещо, трудно за вярване. Обаче неговият лош късмет или други обстоятелства винаги го провалят и той отново се връща на улиците на Анкх-Морпорк, за да продава наденички в хлебче.
В романите той е описан като човек, който по външен вид и поведение напомня гризач. Облича се в дълго палто, покрито с джобове. Обикновено бута количка или носи табла, върху която е наредена стоката, която се опитва да продаде. Тази стока се състои от различни видове храна, за която не се препоръчва да бъде ядена от хора.
Магьосникът Ринсуинд има теория, че еквиваленти на Диблър се срещат навсякъде. Неговата теория се потвърждава от срещата му с Дибала Сам Си Откъсвам Ръката при своето посещение в Ахатовата империя. В книгите от поредицата са описани и други хора, които изпълняват ролята на Диблър на друго място по света.